# Morton Peto
Samuel Morton Peto, född den 4 augusti 1809, död den 13 november 1889 i Blackhurst, var en engelsk järnvägsentreprenör och politiker.
Efter att 1830–1846 ha drivit ett större byggnadsentreprenörsföretag tillsammans med en kusin kastade han sig från 1846 företrädesvis över järnvägsbyggen och byggde under kommande år en mängd banor, inte endast i England, men i de flesta världsdelar, som kompanjon till andra, således 1846–1872 tillsammans med Edward Betts banor i England, Norge Hovedbanen (Kristiania-Eidsvold), Ryssland, Argentina och Algeriet samt Victoria-dockorna i London (1852–1855), tillsammans med Thomas Brassey banor i Frankrike (Lyon—Avignon 1852), Danmark (bland annat på Jylland: Aarhus—Langaa—Randers, Langaa—Viborg—Struer 1859–1867 samt Flensborg—Husum—Tønning 1852), Kanada och Australien (1858–1863), och slutligen tillsammans med Thomas Russell Crampton banan Rustjuk—Varna i nuvarande Bulgarien, de underjordiska sträckorna i London, Chatham and Dover Railway (1860) med flera. Petos sista järnvägskontrakt rörde bygget av Cornwall Mineral Railway (1873). Med enstaka avbrott satt Peto i parlamentet 1847–1868. Under Krimkriget föreslog Peto och byggde för den brittiska regeringen en bana från Balaklava till fältlägret utanför Sevastopol, och till belöning upphöjdes han den 14 februari 1855 till baronet. Den 11 maj 1866 måste Peto inställa sina betalningar och förde sedan ett mer tillbakadraget liv.